# Théodore Richomme

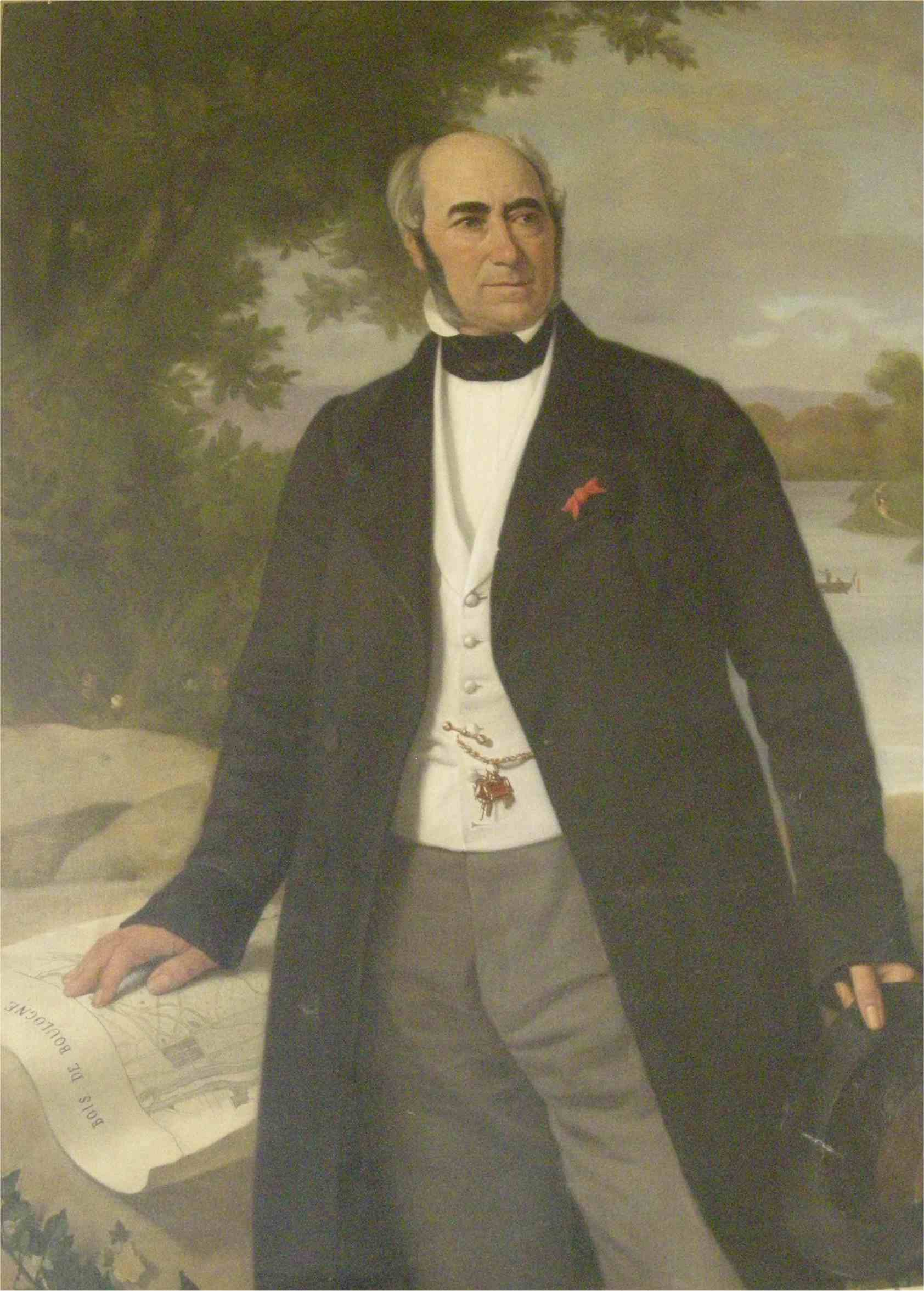
Porträt von Louis-Sulpice Varé

Théodore Richomme (* 28. Mai 1785 in Paris; † 22. September 1849 ebenda) war ein französischer Kupferstecher.
Théodore Richomme war Schüler von Jacques Joseph Coiny (1761–1809). Er gewann 1806 den Prix de Rome. Während seines Aufenthalts in Rom fertigte er Kupferstiche nach den Werken von Raffaello Sanzio di Urbino und Giulio Romano. Er fertigte auch Stiche von Werken seiner Zeitgenossen wie François Gérard, Pierre-Narcisse Guérin und Jean-Auguste-Dominique Ingres an. Einige Kupferstiche entstanden nach seinen eigenen Vorlagen.
Er wurde 1824 zum Ritter der Ehrenlegion ernannt und 1826 zum Mitglied der Académie des beaux-arts gewählt.
Zu seinen Schülern gehörten sein Sohn Jules Richomme, Eugène Giraud, François Bouchot, Gustav Lüderitz, Fjodor Iwanowitsch Iordan, Eugène Giraud, Ephraïm Conquy, Charles-Victor Normand und Victor Florence Pollet.
Eine Straße im 18. Arrondissement von Paris trägt seinen Namen.